# Olophoeus gerstaeckeri
Olophoeus gerstaeckeri là một loài bọ cánh cứng trong họ Elateridae. Loài này được Fleutiaux miêu tả khoa học năm 1935.